# Inferno (roman af Dan Brown)
 For alternative betydninger, se Inferno. (Se også artikler, som begynder med Inferno)
Inferno er Dan Browns fjerde bog i serien om Robert Langdon, der ligesom i Engle og Dæmoner, Da Vinci Mysteriet og Det Forsvundne Tegn er hovedpersonen. Bogen blev udgivet 14. maj 2013 og udkom samtidigt på engelsk og dansk.
Bogen har Den Guddommelige Komedie af Dante som omdrejningspunkt.